# 5161 Wightman
5161 Wightman este un asteroid din centura principală de asteroizi.

## Descriere
5161 Wightman este un asteroid din centura principală de asteroizi. A fost descoperit pe 9 octombrie 1980 la Observatorul Palomar de Carolyn S. Shoemaker. Asteroidul prezintă o orbită caracterizată de o semiaxă mare de 2,85 ua, o excentricitate de 0,08 și o înclinație de 1,5° în raport cu ecliptica.